# Larnaudia larnaudii
Larnaudia larnaudii is een krabbensoort uit de familie van de Potamidae. De wetenschappelijke naam van de soort werd in 1869 voor het eerst geldig gepubliceerd door Alphonse Milne-Edwards.